# 1888 في المملكة المتحدة
فيما يلي قوائم الأحداث التي وقعت خلال عام 1888 في المملكة المتحدة.

## رياضة
- 1 يناير – بطولة ويمبلدون 1888

## كتب
من الكتب التي صدرت هذه السنة في المملكة المتحدة:
- 1 يناير – الرجل الذي سيصبح ملكا من تأليف روديارد كبلينغ.

## مواليد

### يناير
- 1 يناير – بيلي بالمر لاعب كرة قدم إنجليزي.
- 1 يناير – جيمي وليامز لاعب كرة قدم من المملكة المتحدة.
- 1 يناير – فيكتور هايوارد مستكشف من المملكة المتحدة.
- 1 يناير – ماري إستر هاردنج[1]
- 29 يناير – سيدني تشابمان[2]

### فبراير
- 8 فبراير – إديث إيفانز ممثلة بريطانية.[3]
- 13 فبراير – ديزموند فيتزجيرالد[4]
- 21 فبراير – كليمنس داين[5]

### مارس
- 11 مارس – وليام إدوارد هودسون بيرويك رياضياتي بريطاني.

### أبريل
- 1 أبريل – هيكتور ماكفرسون[6]
- 3 أبريل – نفيل كاردس[7]
- 6 أبريل – وليام بيلي دراج بريطاني.
- 29 أبريل – فريد داير

### مايو
- 6 مايو – ليديا بيلبروك ممثلة بريطانية.
- 27 مايو – جردون مكدونلد سياسي بريطاني.

### يونيو
- 6 يونيو – بوب غليندينينغ لاعب ومدرب كرة قدم إنجليزي.

### يوليو
- 9 يوليو – سيمون ماركس سياسي من المملكة المتحدة.[8]

### أغسطس
- 13 أغسطس – جون لوجي بيرد[9]
- 16 أغسطس – توماس إدوارد لورنس من أهم الشخصيات في الثورة العربية الكبرى معروف بأسم لورنس العرب.[10]

### سبتمبر
- 16 سبتمبر – ولتر أوين بنتلي

### نوفمبر
- 2 نوفمبر – سكوت دنكان لاعب ومدرب كرة قدم اسكتلندي.
- 8 نوفمبر – الفرد جيوم[11]

## وفيات

### يناير
- 1 يناير – جون سميث (مواليد 1798) عالم نبات إنجليزية وأمين أول حدائق كيو.[12]
- 1 يناير – ويليام غيفورد بالغريف (مواليد 1826)[13]
- 21 يناير – جورج روبرت ووترهاوس (مواليد 1810)[14]
- 29 يناير – إدوارد لير (مواليد 1812)[15]

### فبراير
- 21 فبراير – جورج برسي بادجر (مواليد 1815) مبشّر من المملكة المتحدة.[16]

### مارس
- 4 مارس – توماس بليزارد كورلينج (مواليد 1811) جراح من المملكة المتحدة.[17]
- 22 مارس – ويليام صامويل هنسون (مواليد 1812)
- 26 مارس – والتر باج (مواليد 1842)[18]

### أبريل
- 15 أبريل – ماثيو أرنولد (مواليد 1822)[19]

### أغسطس
- 7 أغسطس – مارثا تابرام (مواليد 1849)
- 31 أغسطس – ماري آن نيكولز (مواليد 1845)[20]

### سبتمبر
- 8 سبتمبر – آني تشابمان (مواليد 1841)[21]
- 12 سبتمبر – ريتشارد أنطوني بروكتر (مواليد 1837) عالم فلك من المملكة المتحدة.[22]
- 30 سبتمبر – كاثرين أيدوس (مواليد 1842)[23]